# Fakulteta za pomorstvo in promet
Fakulteta za pomorstvo in promet (kratica FPP) v Portorožu je fakulteta, ki je članica Univerze v Ljubljani. Ustanovljena je bila leta 1995. Je edina članica univerze, ki se ne nahaja v Ljubljani, in hkrati edina fakulteta v Sloveniji, ki ponuja študij pomorstva.
Trenutni dekan je Peter Vidmar.

## Razvoj
- Slovenska pomorska trgovska akademija (1947)
- Višja pomorska šola (1960)
- Višja pomorska in prometna šola (1983)
- Visoka pomorska in prometna šola (1993)
- Fakulteta za pomorstvo in promet (1995)

## Organizacija
- Katedra za navtiko
- Katedra za ladijsko strojništvo
- Katedra za tehnologijo prometa
- Katedra za transportno logistiko
- Katedra za ekonomiko v prometu
- Katedra za kvantitativne metode v prometu
- Katedra za naravoslovno tehnične vede v prometu
- Katedra za pomorsko in prometno pravo
- Katedra za tuje jezike